# Sonaty fortepianowe op. 31 Beethovena
Sonaty fortepianowe op. 31 Ludwiga van Beethovena to cykl trzech sonat, napisanych w latach 1801–02. 
Cykl ten stanowi u Beethovena początek "nowej drogi" w  pisaniu muzyki na fortepian; uważa się go za początek środkowego okresu twórczości kompozytora.

## Sonaty cyklu
- Sonata fortepianowa G-dur op. 31 nr 1
- Sonata fortepianowa d-moll op. 31 nr 2, tzw. "Burza"
- Sonata fortepianowa Es-dur op. 31 nr 3